# Parastenocaris staheli
Parastenocaris staheli är en kräftdjursart som beskrevs av Menzel 1916. Parastenocaris staheli ingår i släktet Parastenocaris och familjen Parastenocarididae. Inga underarter finns listade i Catalogue of Life.